# Matka Teresa: w imię dzieci bożych
Matka Teresa: w imię dzieci bożych – film fabularny z 1997 opowiadający i życiu i działalności Matki Teresy z Kalkuty. Był kręcony w Kolombo (Sri Lanka).

## Obsada
- Geraldine Chaplin jako Matka Teresa z Kalkuty
- Keene Curtis jako ojciec Van Exem
- David Byrd jako arcybiskup
- Helena Carroll jako matka przełożona
- Roger Seneviratne jako przywódca studentów

i inni